# Дискурси щодо уряду

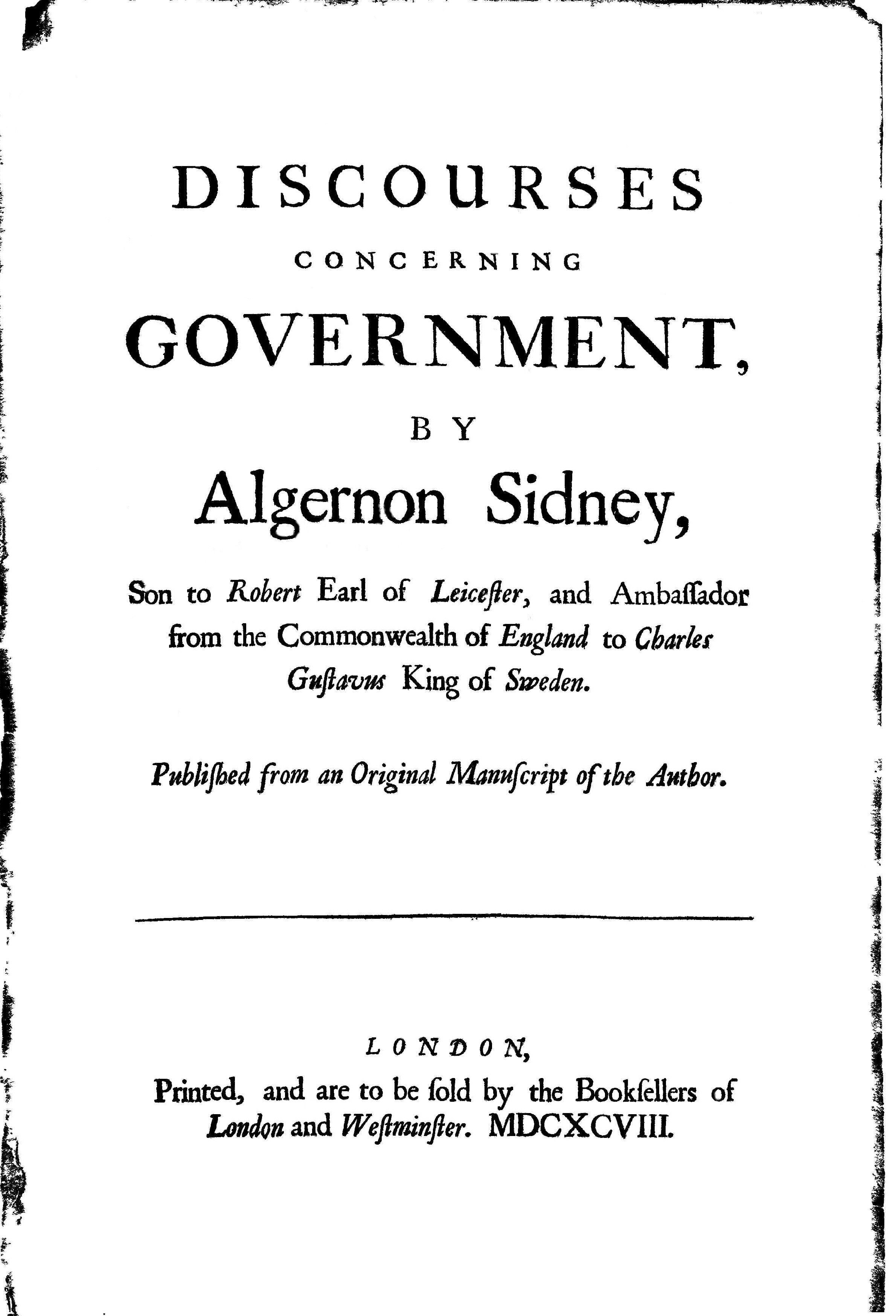
Титульна сторінка Discourses Concerning Government, 1698

Дискурси щодо уряду чи «Міркування про правління» (англ. Discourses Concerning Government) — політична праця, опублікована в 1698 році на основі рукопису, написаного на початку 1680-х років англійським вігським активістом Елджерноном Сідні, якого було страчено за звинуваченням у державній зраді в 1683 році. Це один з трактатів про управління, створений під час кризи відчуження в останні роки правління Карла II. Сучасні дослідники вважають книгу 1698 року «досить близькою» до рукопису Сідні. За словами Крістофера Гілла, вона «передала багато політичних ідей англійських революціонерів вігам вісімнадцятого століття, американським і французьким республіканцям».

## Перегляди
«Дискурси» були написані в період, коли Джон Локк працював над своїм «Другим трактатом про уряд», і ці книги мають спільні риси. Їх разом описують як «по суті радикальні та популярні теорії опору».  Джонатан Скотт, однак, припустив, що Сідні був «набагато більш схильний до принципів співдружності та набагато більш схильний до опору», ніж Локк.  Міхоко Сузукі згадує про «довге значення Англійської революції та радикального протестантизму» для «політичної думки Сідні та його відданості республіканським принципам».  Він був включений до «Канону вігів» письменників, представленого Керолайн Роббінс, з принципами, що відповідають принципам радикальних дисидентів із Угоди про англійську монархію 1689 року . 

Про це йдеться в «Історії Англії» Леопольда фон Ранке (у перекладі Школи сучасної історії в Оксфорді):
Ця праця, більш дискурсивна, ніж систематична за своїм характером, містить результати багатьох різноманітних досліджень, наскільки існуючі знання зробили їх можливими; вона пропонує широкі перспективи і загальні точки зору, але в той же час носить характер моменту і ґрунтується на суперечках того часу.".
Підсумок Ранке в англійському контексті: «Його ідея полягає насамперед у тому, щоб обмежити монархію в найвужчих межах».

Скотт А. Нельсон, редактор видання «Дискурсів» 1993 року, прокоментував:
Текст являє собою дезорганізовану прозу, яка, напевно, нічого не варта як трактат про повстання. Але при уважному читанні можна побачити напрочуд послідовний погляд на урядовців

## Contra Patriarcha
«Дискурси» є явним спростуванням “Патріархату”, або “Природної влади королів”, праці, опублікованої у 1680 році політичним теоретиком Робертом Філмером, який помер у 1659 році. Він шукає підтримки у авторів, яких критикував Філмер, таких як Джордж Б'юкенен і Гуго Гроцій. Ранке стверджує, що Сідні виступав проти Філмера «в кожному пункті».
Справжньою мішенню Сідні в роботі був абсолютизм. Хоча він визнає, що абсолютна монархія є інститутом з біблійною підтримкою, і прирівнює її до політичної філософії Платона, він заперечує, що спадкова монархія має будь-яку подібну позицію. У спектрі англійських представників класичного республіканізму того часу Скотт ставить Сідні разом з Джоном Мільтоном як «моральних гуманістів». Ніколас фон Мальцан вважає, що Сідні був «голосом, ближчим до голосу Мільтона, ніж будь-хто інший в Реставрації, який значною мірою поділяв його республіканську лексику і пріоритети».

пише Скотт:
«Відповідь Сідні Філмеру - це атака на політичну систему успадкування і її заміна політикою чеснот [...].
Сідні вважає, що уряд парламенту Румпа, в якому він засідав, «дав більше прикладів чистої, досконалої, непідкупної і непереможної чесноти, ніж коли-небудь могли похвалитися Рим чи Греція». Він стверджує в «Міркуваннях», що «різноманітність форм правління між простою демократією і абсолютною монархією майже нескінченна», що хороше правління - це завжди поєднання (монархії, аристократії і демократії), і що Філмер був вузьким і короткозорим.

## Вплив і репутація Сідні
Ворден пише в Кембриджській історії політичної думки, що вплив «Міркувань» був «ймовірно, ширшим, ніж вплив будь-якого іншого республіканського твору сімнадцятого століття». Розгорнута рецензія Жака Бернара з'явилася в трьох послідовних випусках «Nouvelles de la république des lettres» в 1700 році. Discours sur le gouvernement, французький переклад у трьох томах «Міркувань», був опублікований у Гаазі в 1702 р. Сідні був високо оцінений у працях 1719 р. Готліба Треєра (de:Gottlieb Treuer) та 1720 р. Темізеля Сент-Іасента (фр:Thémiseul de Saint-Hyacinthe).
Сідні був одним з республіканських письменників, на яких посилався Генрі Сент-Джон, 1-й віконт Болінгброк у своїх працях «Зауваження з історії Англії» (1730-31) та «Дисертація про партії» (1733-34), де обговорювалася давня конституція Англії. Він був одним з республіканців, які вплинули на Альберто Радікаті, вигнанця з П'ємонту 1720-х років, який приїхав до Лондона .

Покок у «Макіавеллівському моменті» називає Сідні в «Дискурсах
«...голосом з минулого, який нагадує про стару добру справу п'ятдесятих років і навіть про мовчазність попереднього покоління, засуджуючи абсолютну монархію за розбещення підданих і ототожнюючи чесноти з рамками змішаного правління, настільки суворо визначеними, що вони фактично є аристократичним урядом".
Тревор Колборн пише, що політична думка Сідні мала значний вплив на Ендрю Еліота, Джонатана Мейх'ю, Сема Адамса та Джосайю Квінсі-молодшого[27]. «Бесіди» були в особистих бібліотеках Джона Адамса, Роберта Картера І, Роберта Картера ІІІ та Томаса Джефферсона (занесених до списку 1771 року). Адамс, зокрема, був «ентузіастом Сідні протягом усього життя». Але наприкінці 18 століття французькі республіканські радикали вирішили, що «його аргументи більше не є актуальними».